# Lawrencia
Lawrencia är ett släkte av malvaväxter. Lawrencia ingår i familjen malvaväxter.